# Maxibasket
Maxibasket (en inglés Maxibasketball) es el baloncesto jugado por jugadores de categorías mayores, generalmente retirados, ex-profesionales o amateur.
Se juega de acuerdo a las categorías que van desde mayores de 30, hasta mayores de 80. Se organizan competencias nacionales e internacionales, hasta llegar al Campeonato del Mundo de la categoría. A nivel internacional, las competencias son administradas por la FIMBA (Federación Internacional de Maxibásquetbol), que opera desde 1991. El actual presidente es el argentino Rubén Rodríguez Lamas.

## Historia
El Maxibasket nació en 1969 en Argentina, donde se fundó la Unión de Veteranos del Baloncesto Argentino. La primera competencia internacional data de 1978, con el campeonato sudamericano organizado bajo el auspicio de Consubasquet, la sección sudamericana de FIBA Américas. FIMBA fue fundada el 21 de agosto de 1991 y ese mismo año se llevó a cabo el primer Campeonato Mundial.
El primer Campeonato de Europa se celebró en Riga en 2000 y la competición se celebra cada dos años.
Después del Campeonato Mundial de 2019, Estados Unidos es el país con más medallas de oro en la historia con 32 de 55 medallas totales; Brasil logró 70 en total, de los cuales 24 fueron de oro. A nivel europeo, Rusia ha ganado 87 medallas, de las cuales 39 fueron de oro.

## Campeonatos internacionales

### Campeonato MundialFIMBA
- Buenos Aires 1991
- Las Vegas 1993
- San José 1995
- Helsinki 1997
- Montevideo 1999
- Liubliana 2001
- Orlando 2003
- Christchurch 2005
- San Juan 2007
- Praga 2009
- Natal 2011
- Salónica 2013
- Orlando 2015
- Montecatini Terme 2017
- Espoo 2019
- Mar del Plata 2023

### Liga Mundial
- Buenos Aires 2005
- Lublin 2007
- San José 2010
- Zadar 2015

### Campeonato Europeo
- Riga 2000
- Atenas 2002
- Helsinki 2004
- Hamburgo 2006
- Pesaro 2008
- Zagreb 2010
- Kaunas 2012
- Ostrava 2014
- Novi Sad 2016
- Maribor 2018
- Málaga 2022

### Campeonato Panamericano
- Guatemala 2000
- Viña del Mar 2002
- Paraná 2004
- Guarujá 2006
- Montevideo 2008
- Eugene-Springfield 2010
- Puerto Montt 2012
- Lima 2014
- San José 2016
- Natal 2018

### Campeonato del Caribe
- San José  2005
- Santo Domingo 2006
- Panamá 2012

## Rankings
Actualizado a 2019.

### Ranking  del Campeonato Mundial FIMBA
| 1 | Estados Unidos | 32 | 5  | 18 | 55 |
| 2 | Brasil         | 24 | 26 | 20 | 70 |
| 3 | Rusia          | 22 | 14 | 9  | 45 |
| 4 | Lituania       | 13 | 9  | 9  | 31 |
| 5 | Letonia        | 9  | 10 | 7  | 26 |

### Ranking Europeo
| 1 | Rusia    | 39 | 22 | 26 | 87 |
| 2 | Lituania | 20 | 24 | 9  | 53 |
| 3 | Letonia  | 13 | 9  | 7  | 29 |
| 4 | Italia   | 10 | 1  | 2  | 13 |
| 5 | Alemania | 8  | 7  | 8  | 23 |

### Ranking Panamericano
| 1 | Brasil         | 44 | 17 | 12 | 73 |
| 2 | Argentina      | 11 | 15 | 7  | 33 |
| 3 | Chile          | 11 | 13 | 14 | 38 |
| 4 | Uruguay        | 6  | 12 | 9  | 27 |
| 5 | Estados Unidos | 6  | 6  | 6  | 18 |